# Schlacht um Elmina 1625

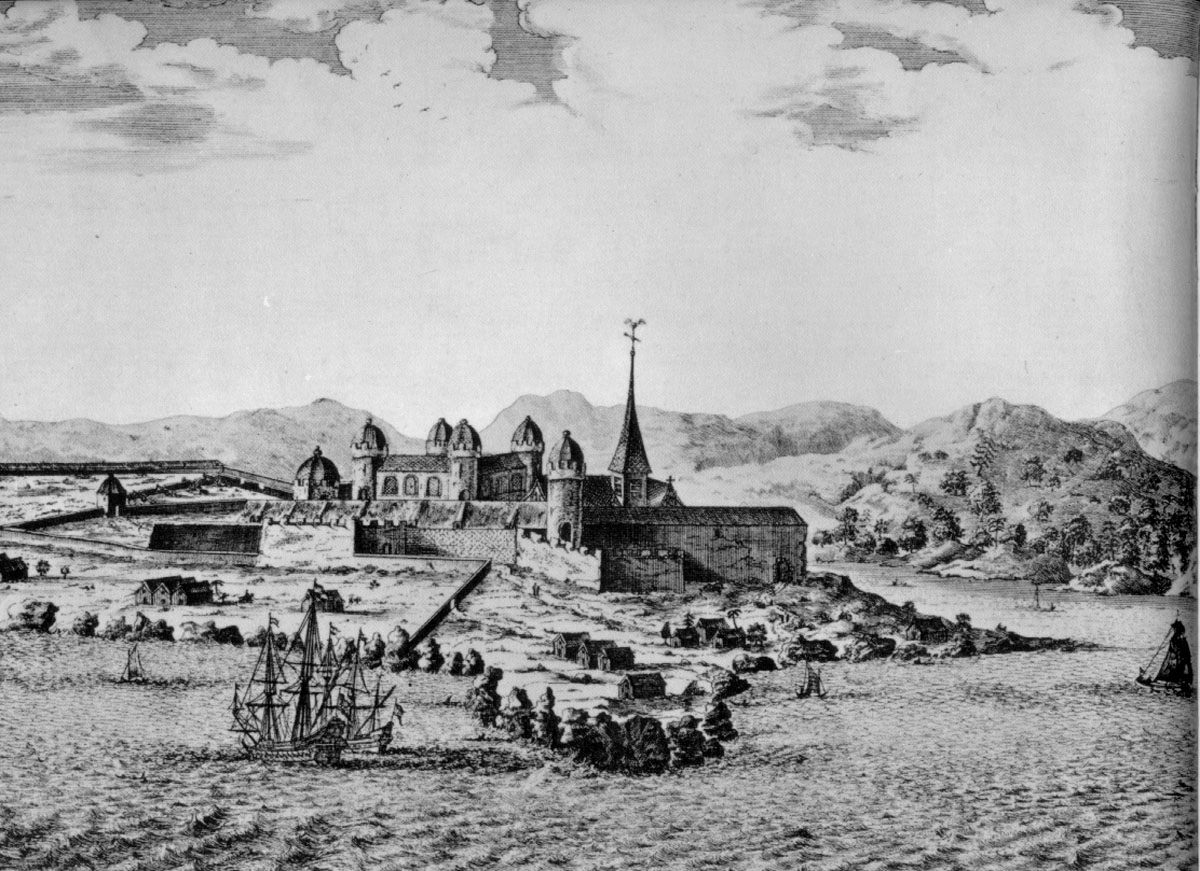
Historische Ansicht von Elmina 1668

Die Schlacht um Elmina am 25. Oktober 1625 war eine kriegerische Auseinandersetzung während des Niederländisch-Portugiesischen Krieges, bei der es um die Kontrolle über die damalige portugiesische Festung São Jorge da Mina (Elmina Castle auf dem Gebiet des heutigen Ghana) ging. Die Schlacht endete mit einer katastrophalen Niederlage der Niederländer. Die Festung, die die Stadt Elmina beherrschte bzw. schützte, war die wichtigste der Portugiesischen Goldküste.

## Vorgeschichte
Die Schlacht von Elmina 1625 war der fünfte Versuch der Niederlande (der damaligen Republik der Sieben Vereinigten Provinzen), die stärkste europäische Festung in Westafrika von den Portugiesen zu erobern, so deren Vorherrschaft an der westafrikanischen Goldküste endgültig zu brechen und die spanischen Kolonien in Amerika von dem Nachschub an Sklaven, der zu einem Großteil über Elmina lief, abzuschneiden. Unmittelbar nachdem 1623 die Niederländische Westindien-Kompanie die Kontrolle über das nahegelegene niederländische Fort Nassau übernommen hatte, begannen unter dem Kommando von Arent Janzs van Amersfort Vorbereitungen für einen Angriff auf Stadt und Festung von Elmina in Gestalt einer diplomatischen Offensive zur Gewinnung einheimischer Verbündeter für den Angriff. Er konnte dabei das Königreich Sabu, auf dessen Gebiet Fort Nassau lag, das Reich der Fanti und auch den Herrscher des weit entfernten Accra gewinnen.
Im Herbst 1625 erreichte eine Flotte von 15 Schiffen unter dem Kommando von Jan Dircksz Lam und Andries Veron mit etwa 1200 Soldaten und Matrosen der Niederländischen Westindien-Kompanie die Küste vor Elmina. Der Versuch der beiden Kommandeure van Amersfort über die Ankunft der Flotte zu informieren scheiterte, da van Amersfort sich zu dieser Zeit in Accra befand. Lam entschloss sich daher, den Angriff auf Elmina unter Missachtung des Systems einheimischer Verbündeter, das van Amersfort geschmiedet hatte, auf der Basis der Feuerkraft seiner Kanonen und mehr als 1000 niederländischer Soldaten zu wagen. Sie benutzten dazu das Gebiet Kommenda als Aufmarschgebiet und warnten dessen Herrscher, sich auf die Seite der Portugiesen zu stellen. Erst unmittelbar vor dem Angriff stieß van Amersfort noch mit einem kleinen Kontingent niederländischer Soldaten sowie etwa 150 einheimischen Kriegern aus Sabu zur Flotte, was jedoch nichts mehr an der Angriffsplanung änderte.
Auf der portugiesischen Seite stand die portugiesische Garnison der Festung mit 56 Mann unter Gouverneur Fernando de Sottomayor, verstärkt durch afrikanische Verbündete. Sottomayor war allerdings durch sein Netz einheimischer Handelspartner über die Ankunft der Flotte informiert und erreichte durch Geschenke, die nahezu den gesamten Bestand an Waren in der Festung umfassten, dass sich der durch das Vorgehen der Niederländer beleidigte Herrscher von Kommenda zur Neutralität verpflichtete und der Herrscher von Fetu Unterstützung mit Nahrungsmitteln für den Fall einer Belagerung der Festung zusagte. Außerdem sicherte er sich die Unterstützung der Krieger der Stadt Elmina unter Hinweis auf bisherige gute Beziehungen und das Versprechen, einen erheblichen Betrag für jeden abgeschlagenen Kopf eines Niederländers zu zahlen, der ihm gebracht würde.

## Ablauf der Schlacht
Die Niederländer landeten 15 Kilometer entfernt von Elmina in Kommenda mit mehr als 1000 Soldaten und Seeleuten sowie 150 Sabu-Kriegern, die zur Unterscheidung von gegnerischen Kämpfern orange Stoffteile am Arm trugen und marschierten an der Küste entlang auf die Stadt zu. Die erschöpften und tropische Hitze ungewohnten Truppen erreichten die Hügel in der Umgebung der Stadt scheinbar unbemerkt in der Dämmerung und lagerten dort, um den Angriff am kommenden Morgen zu beginnen. Nach einem als Zeichen verabredeten Kanonenschusses aus der Festung stürmten jedoch 200 dort versteckte, mit Macheten bewaffnete Kämpfer aus Elmina von den Hügeln herab. Die geübten Kämpfer überstanden eine erste Salve aus den Waffen der Niederländer, indem sie sich auf den Boden warfen. In der Zeit, die die Niederländer zum Nachladen ihrer Waffen brauchten, hatten die Krieger aus Elmina sie bereits erreicht. Panik brach aus und bei Einbruch der Nacht hatten die Niederländer 375 Soldaten, darunter Admiral van Veron, 66 Seeleute und etliche Kämpfer aus Sabu verloren. Van Amersfort war schwer verwundet, wurde aber von seinen Verbündeten aus Sabu nach Kommenda gerettet. Andere Krieger aus Sabu warfen im Anblick der offenkundig totalen Niederlage ihre orangen Bänder fort und mischten sich unter die Männer aus Elmina. Die Verluste wären nach Augenzeugenberichten noch größer gewesen, hätte sich die Kämpfer aus Elmina nicht damit aufgehalten, tote und gefangene Niederländer auszurauben und zu enthaupten. Nach den offiziellen Aufzeichnungen des Kommandeurs Lam zwangen die Elminaer gefangene Niederländer sich auszuziehen, bevor sie sie enthaupteten, um die kostbaren europäischen Stoffe zu schützen. Diese zeitraubende Prozedur rettete wahrscheinlich etlichen fliehenden Niederländern noch das Leben. Die Portugiesen hatten dagegen nur 27 Tote zu verzeichnen und erbeuteten 15 Flaggen, ebenso viele Trommeln und mehr als 1000 Musketen, Piken und Pistolen.
Ein Beschuss der Festung aus den Schiffskanonen am nächsten Tag richtete an deren starken Mauern kaum Schäden an. Dennoch planten die Niederländer einen erneuten Angriff, diesmal mit einheimischer Unterstützung. Der verwundete Van Amersfoort bemühte sich in den folgenden Tagen um Truppen des Herrschers von Kommenda, von dessen Unterstützung er den überlebenden der beiden Flottenkommandeure voreilig in Kenntnis setzte. Am 4. November 1625 begann die niederländische Flotte die Bombardierung der Stadt Elmina. Krieger aus Kommenda sollten dabei den fliehenden Elminaern auflauern und sie niedermachen. Der Herrscher von Kommenda fühlte sich jedoch an sein Neutralitätsabkommen mit den Portugiesen gebunden und schickte keine Krieger nach Elmina. Als Amersfoort am Hof des Herrschers von Fetu sogar einem portugiesischen Gesandten begegnete, war klar, dass sämtliche umliegenden einheimischen Reiche sich mit den Portugiesen verbündet hatten. Er teilte dies dem Flottenkommandeur mit und am 29. November 1625 verließ die niederländische Flotte mit den Überlebenden der Schlacht die Goldküste.
Der fünfte Versuch der Niederländer die strategisch wichtige Festung einzunehmen (1596, 1603, 1606 und 1615) war damit gescheitert. Erst 1637 gelang ihnen die Einnahme der Stadt.

## Bibliographie
- Meuwese, Marc: Brothers in Arms, Partners in Trade: 288 - 296. Leiden, Boston 2012, ISBN 9789004210837
- C. R. Boxer: Fidalgos in the Far East 1550–1770. Fact and fancy in the history of Macao. Martin Nijhoff, The Hague 1948.
- Graham Dann, A. V. Seatton (Hrsg.): Slavery, contested heritage and Thanatourism. Haworth Hospitality Press, New York NY u. a. 2001, ISBN 0-7890-1386-X.
- Michael Dei-Anang: Ghana resurgent. Waterville Publishing House, Accra 1964.
- Jan Glete: Warfare at sea, 1500–1650. Maritime conflicts and the transformation of Europe. Routledge, London u. a. 2000, ISBN 0-415-21454-8 (Warfare and history).
- Lewis H. Gann, Peter Duignan: Africa and the world. An introduction to the history of sub-Saharan Africa from Antiquity to 1840. University Press of America, Lanham MD 2000, ISBN 0-7618-1520-1.
- Johannes Postma, V. Enthoven (Hrsg.): Riches from Atlantic commerce. Dutch transatlantic trade and shipping, 1585–1817. Brill, Leiden u. a. 2003, ISBN 90-04-12562-0 (The Atlantic world 1).
- Junius P. Rodriguez (Hrsg.): The Historical encyclopedia of world slavery. Volume 1: A–K. ABC-Clio, Santa Barbara CA u. a. 1997, ISBN 0-87436-885-5.
- Gerard Taylor: Capoeira. The Jogo de Angola from Luanda to cyberspace. Volume 1. North Atlantic Books, Berkeley CA 2005, ISBN 1-55643-601-7.